# 微下拉晶體成長法
微下拉晶體成長法（Micro-pulling-down，簡稱μ-PD或微下拉法）是以連續的熔融餵料通過坩堝底部一微小通道來成長晶體的技術。熔融餵料抵達坩堝下方的固液兩相接面後會連續不斷地進行凝固。在穩定的操作情況下，液相熔融料和固相晶體會各自以等速被往下拉，但兩者的向下速度通常不會一樣。
此法可以成長多種晶體如釔鋁柘榴石、矽、矽鍺、鈮酸鋰、藍寶石、氧化釔、氧化鈧、氟化鋰、氟化鈣、氟化鋇等等。

## 晶體成長步驟

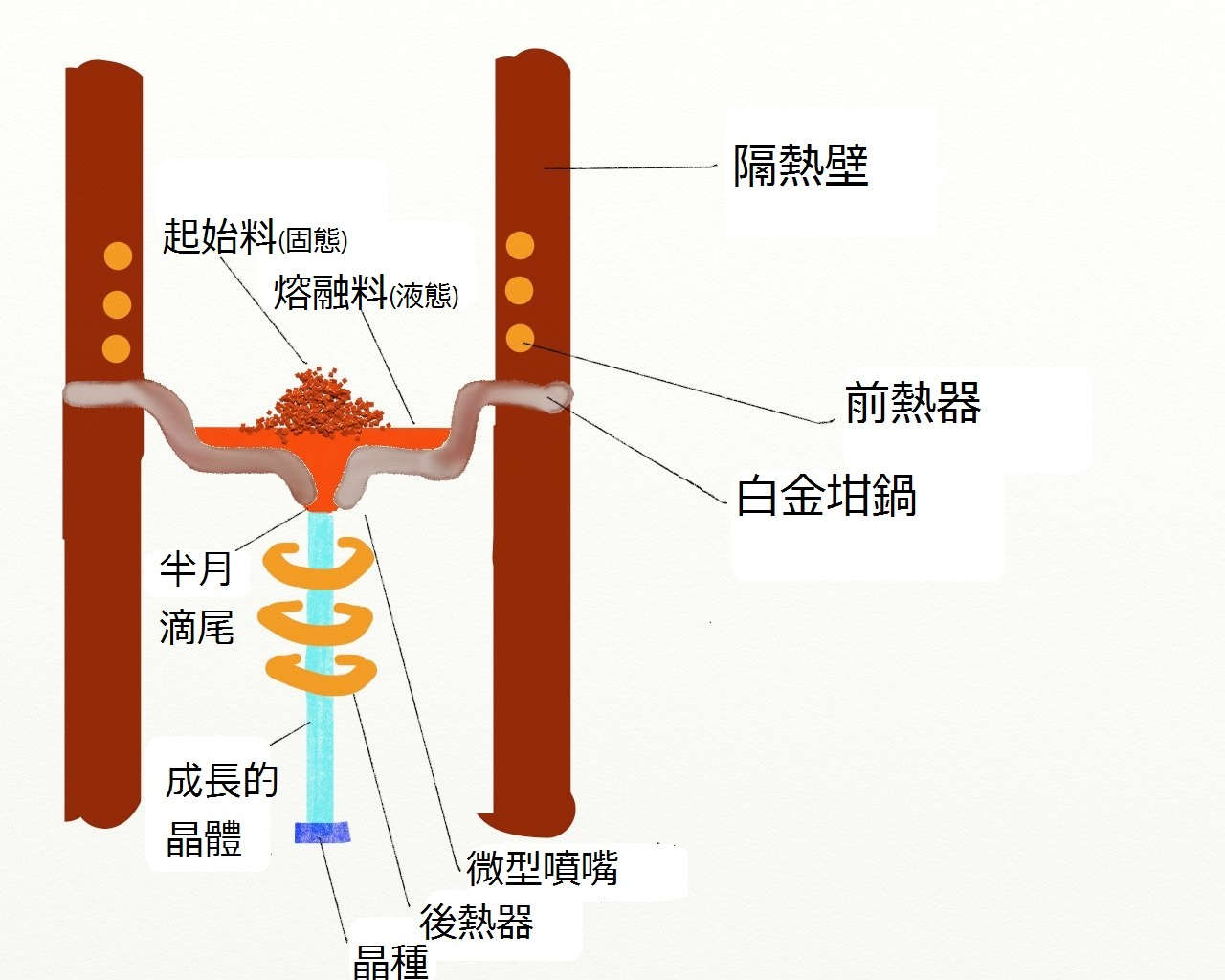
微下拉晶體成長法示意圖

微下拉法已經發展出一套標準晶體成長程序，步驟大致如下：
- 在坩堝中加入起始餵料（通常是粉末混合料）
- 加熱坩堝直到起始餵料完全熔化
- 上移晶種直到其接觸坩堝噴嘴或半月滴尾
- 等待晶種上方略為熔化形成半月滴尾
- 適當調整坩堝溫度及晶種位置以校正半月滴尾的形狀
- 將晶種往下拉以開始成長晶體
- 把剛長好的晶體與半月滴尾分離
- 將整套系統（包括晶體與坩堝）冷卻至室溫